# Joao Grimaldo
Joao Alberto Grimaldo Ubidia (Lima, 20 de fevereiro de 2003) é um futebolista peruano que atua como ponta-esquerda. Atualmente joga pelo Riga.

## Infância e juventude
Grimaldo nasceu em 20 de fevereiro de 2003 em Lima, capital do Peru. Ele foi criado em na província de Lima, Rímac, uma cidade localizada na sub-região central da Região Metropolitana de Lima, Cono Centro.
Desde os primeiros momentos em que jogou bola, teve tendência para praticar futebol ofensivo. Embora tenha desenvolvido seu jogo na Escola María Reina del Cielo, seu primeiro contato ocorreu em 2009, quando um parente próximo criou um time de futsal no distrito de Rímac. Ele foi testado para entrar nas divisões inferiores do Clube Atlético Rímac. Colegio San Andrés era o nome do time da turma de 2002, criado para disputar a Copa Toque y Gol. O time venceu aquele torneio, permanecendo no elenco até os 12 anos, idade em que Esther Grande de Bentín conseguiu contratá-lo e a regra que rege a Federação Peruana de Futebol para incluir um jogador dessa idade.
Nesta equipa, passou a fazer parte dos escalões inferiores do clube, depois de ter sido chave em vários jogos das diferentes competições, esteve na mira dos dirigentes do Sporting Cristal que conseguiram colocá-lo nas reservas do clube no início de 2016. Conrad Flores designou-lhe, juntamente com os restantes colegas, psicólogos, tutores personalizados que o orientaram nos estudos e médicos que observaram o seu crescimento físico, o que contribuiu para o seu desenvolvimento como pessoa e jogador de futebol. Junto com o time das categorias de base, conquistou o Torneio Centenário Sub-15 2018 e a Copa Geração Sub-18 em sua última temporada com o reserva.

## Carreira em clubes

### Sporting Cristal
A estreia de Grimaldo no Sporting Cristal já gerou grandes expectativas no clube, embora tenha tido que ser adiada, pois o campeonato peruano teve de sofrer uma suspensão de várias datas devido ao surgimento e propagação do COVID-19. “Foi um sonho realizado, mas tenho outras metas para este ano. Meu objetivo é estrear no time titular, quero conquistar uma vaga. Tenho que trabalhar muito nos treinos”, lembrou Grimaldo após amistoso no dia 20 de janeiro de 2020 contra o Independiente del Valle, onde fez uma assistência.

A estreia finalmente aconteceu no dia 28 de novembro de 2020, aos 17 anos, em partida do campeonato nacional, oportunidade em que seu time do Sporting Cristal enfrentou o Cantolao, um dos principais times do ensino fundamental do país na época. Grimaldo foi reserva e no intervalo o técnico do time, Roberto Mosquera, pediu para ele entrar. Ele entrou com a camisa 33 como substituto de Washington Corozo aos vinte minutos do segundo tempo. Na primeira jogada em que participou, realizou um "caneta" - passando a bola entre as pernas de outro jogador - em Castillo Peña, marcador central de Cantolao, marcando falta e levando à expulsão do rival. Em relação a isso. para Em uma tarde azul celeste Grimaldo disse: "Meus companheiros me veem como um deles e eu só quero ser um exemplo." Depois do jogo Grimaldo até recebeu uma pequena quantia, mas a maior recompensa foi o respeito da torcida, já que bem como comentários da imprensa:
"Ele pode ser um pesadelo para qualquer defesa. Ele é rápido, consegue ir para os dois lados, maneja bem o pé esquerdo e faz um bom passe final. O problema é que o extremo normalmente não tinha dias bons: as suas interrupções, compreensíveis para a sua idade, não lhe permitiram afirmar-se como titular numa equipa que está sempre sob pressão para vencer."
Foi seu único jogo em 2020 pelo Grimaldo, fez parte do primeiro time que venceu aquela temporada e conquistou o primeiro título do futebol peruano.

#### Consolidação na primeira equipe
Em 2021, Grimaldo já se consolidou como titular do time e fez uma boa temporada pela La Celeste, disputando 27 partidas e marcando um gol. Na partida contra o Racing pela Copa Libertadores ele entrou como titular, mas a partida não teve sucesso tanto para João quanto para o clube que perdeu por 2 a 0. Porém, o Cristal teve um excelente desempenho nas copas nacionais, já que no dia 30 de maio venceu a Fase 1 contra a Universidad San Martín por 2 a 0 com gols de Hohberg e Riquelme. No mês seguinte, em 25 de junho, marcou seu primeiro gol na partida contra o Ayacucho de Huamanga. O goleiro era Maximiliano Cavallotti. No dia 27 do mês seguinte, conquistou a Copa Bicentenário, contra Carlos Manucci, com João Grimaldo fazendo o gol do torneio.
No início de 2022, João se preparava para ser um dos integrantes do time titular. Durante a Liga 1 2022, sua média de pontuação aumentou significativamente, de 0,09 no ano passado para 0,38 no campeonato atual. Porém, apesar de seus números crescentes no futebol peruano, não foi cogitado pelo técnico da seleção principal da época. Em abril, João disputou uma partida do Sporting Cristal contra o San Martín no jogo de abertura do campeonato, onde marcou dois gols. Em setembro, sofreu a primeira suspensão da carreira, jogando contra o Binacional de Guillermo Briceño Rosamedina. As semifinais do campeonato foram disputadas contra o Football Club Melgar, nos dias 2 e 6 de novembro. A primeira partida foi vencida pelo Melgar, no Monumental, por 2 a 0, enquanto a segunda terminou com o mesmo resultado para o rival, no Nacional, em Lima. Nesta partida em 36. minuto, Grimaldo foi expulso com desconforto no músculo da perna direita após uma entrada dura de Alec Deneumostier aos dezenove minutos de jogo. Ao final da temporada, em que o Cristal terminou em terceiro lugar no campeonato nacional, Grimaldo acabou marcando um total de 4 gols em 25 jogos disputados.

### Partizan
No dia 31 de julho de 2024, Grimaldo assinou com o Partizan, por quatro temporadas.

### Riga
Em 8 de fevereiro de 2025, o Riga, da Letônia, anunciou a contratação de Grimaldo.

## Estatísticas

### Como jogador

#### Clubes
| Clube             | Temporada         | Campeonato nacional | Campeonato nacional | Campeonato nacional | Copa nacional[a] | Copa nacional[a] | Copa nacional[a] | Competições continentais[b] | Competições continentais[b] | Competições continentais[b] | Total | Total | Total   |
| Clube             | Temporada         | Jogos               | Gols                | Assist.             | Jogos            | Gols             | Assist.          | Jogos                       | Gols                        | Assist.                     | Jogos | Gols  | Assist. |
| ----------------- | ----------------- | ------------------- | ------------------- | ------------------- | ---------------- | ---------------- | ---------------- | --------------------------- | --------------------------- | --------------------------- | ----- | ----- | ------- |
| Sporting Cristal  | 2020              | 1                   | 0                   | 0                   | Não houve        | Não houve        | Não houve        | —                           | —                           | —                           | 1     | 0     | 0       |
| Sporting Cristal  | 2021              | 16                  | 0                   | 3                   | 4                | 1                | 0                | 7                           | 0                           | 0                           | 27    | 1     | 3       |
| Sporting Cristal  | 2022              | 24                  | 4                   | 4                   | Não houve        | Não houve        | Não houve        | 1                           | 0                           | 0                           | 25    | 4     | 4       |
| Sporting Cristal  | 2023              | 21                  | 4                   | 3                   | Não houve        | Não houve        | Não houve        | 11                          | 1                           | 2                           | 32    | 5     | 5       |
| Sporting Cristal  | Total             | 62                  | 8                   | 10                  | 4                | 1                | 0                | 0                           | 0                           | 0                           | 85    | 10    | 12      |
| Total na carreira | Total na carreira | 62                  | 8                   | 10                  | 4                | 1                | 0                | 33                          | 13                          | 15                          | 85    | 10    | 12      |

## Títulos

#### Sporting Cristal
- Campeonato Peruano: 2020
- Copa Bicentenario: 2021